# Valle de los Monumentos
El Valle de los Monumentos (en inglés, Monument Valley) es una gran depresión situada en la frontera norte de Arizona con Utah, en los Estados Unidos. El valle está dentro de la reserva de los nativos navajo, cerca del monumento de las Cuatro Esquinas (Four Corners) y es accesible por la Ruta 163. El nombre navajo para el valle es Tsé Bii' Ndzisgaii («valle de las Rocas»).
El valle es famoso por sus curiosas formaciones de mesas y ha sido escenario de numerosas películas.

## Geologia
El área forma parte de la meseta de Colorado. El suelo está formado en gran parte de limolita roja o su arena que fue depositada por los ríos que serpentean y abren el valle. El color rojo del valle proviene del óxido de hierro expuesto en la limolitas desgastadas. Las rocas más oscuras, azules y grises del valle deben su color al óxido de manganeso.
Las muelas se estratifican claramente, con tres capas principales. La capa más baja es roca de esquisto, el estrato medio es gres y en la parte superior hay capas de moenkopi restringido por las limolitas. El valle incluye estructuras de piedra grandes, incluyendo el famoso Ojo del Sol.

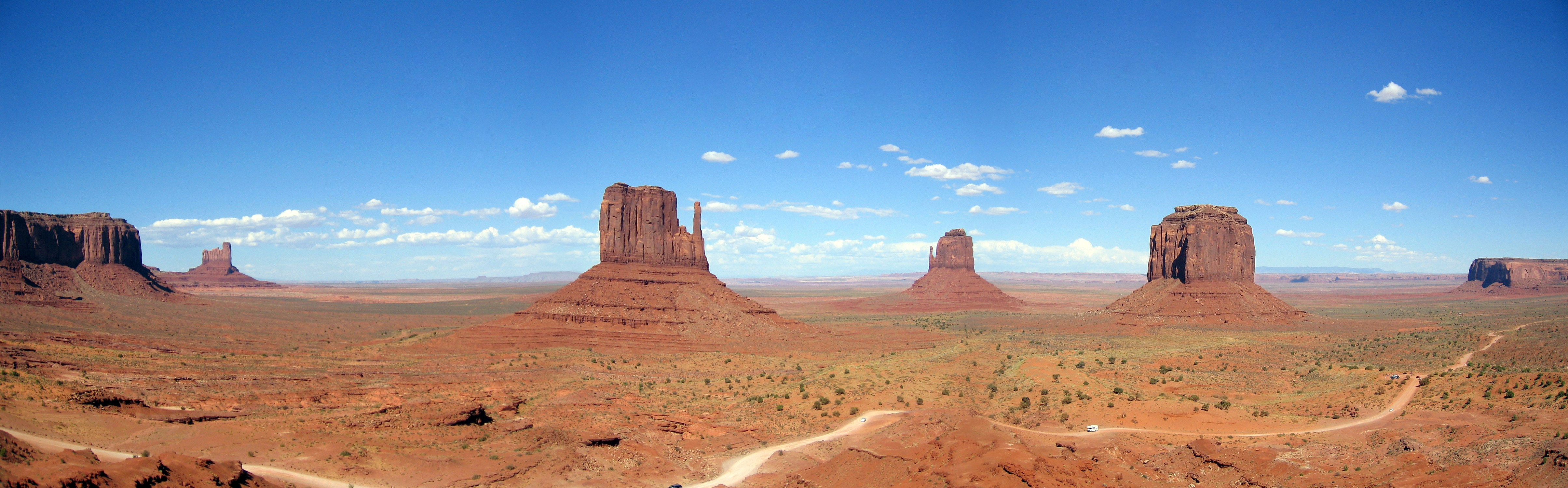
Panorama del Valle de los Monumentos.

## Historia
Desde los años 1920, y sobre todo desde los años 1930, ha sido a menudo escenario para la filmación de películas del género del wéstern, sobre todo dirigidas por John Ford, que tiene un espacio dedicado (John Ford's Point). Entre las películas de este director que se filmaron allí constan: La diligencia, 1939; My Darling Clementine, 1946; Fort Apache, 1948; Wagon Master, 1949; La legión invencible, 1949; Río Grande, 1950; The Searchers, 1956; y Sergeant Rutledge, 1960.
Otras películas y sus directores que también destacan son: Tasa, son of Cochise, 1953, de Douglas Sirk; Warlock, 1958, de Edward Dmytryk; The Greatest Story Ever Told, 1963, de George Stevens; Los comancheros (The Comancheros), 1961, de George Sherman; Rio Conchos, 1964, de Gordon Douglas; Thelma & Louise, 1989, de Ridley Scott; Back to the Future Part III, 1990, de Robert Zemeckis; The Eiger Sanction (Licencia para matar), 1973, de Clint Eastwood, o Easy Rider (Buscando mi destino), 1969, de Dennis Hopper.

## Galería de imágenes

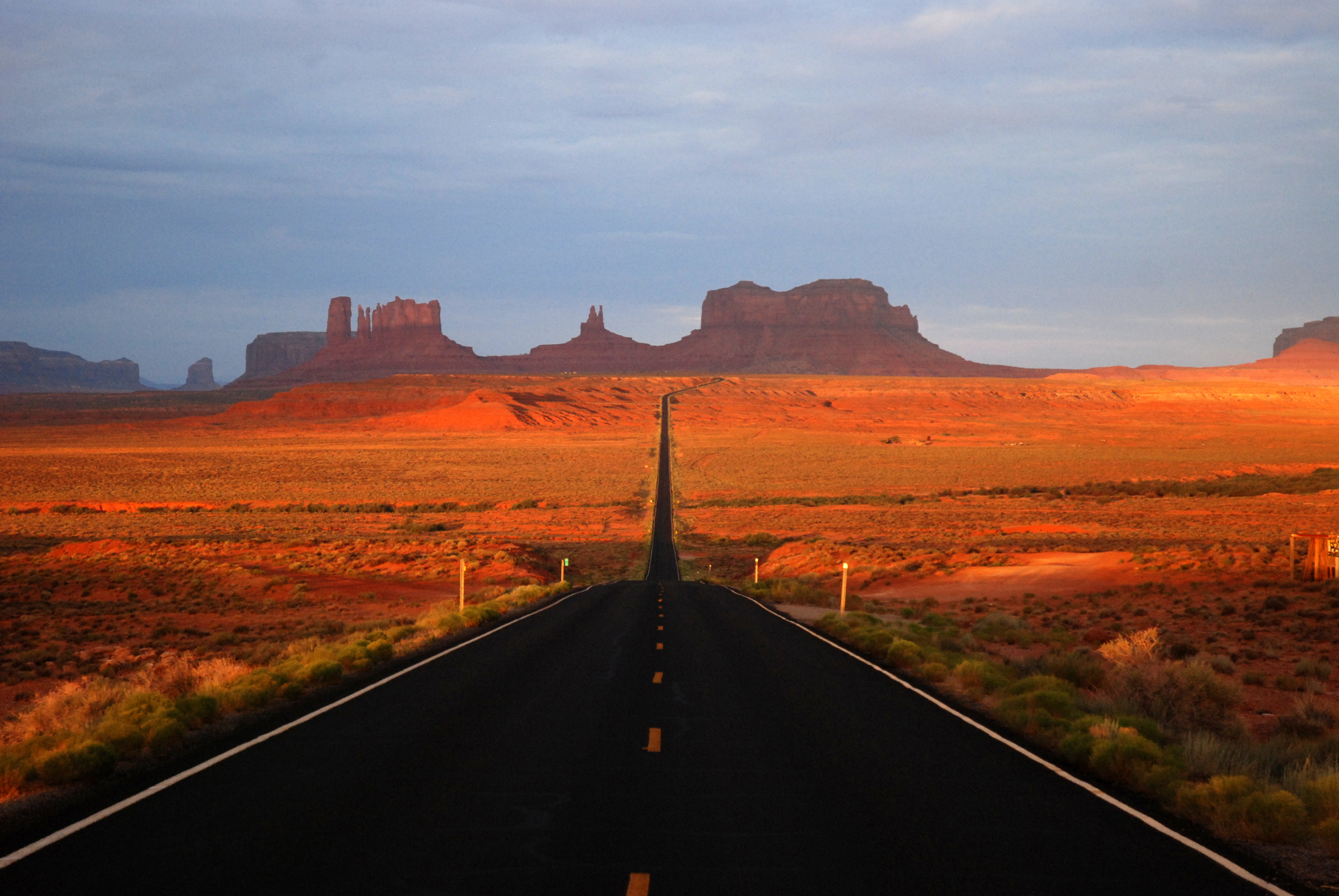
Amanecer en Valle de los Monumentos, Utah, U.S. Route 163.
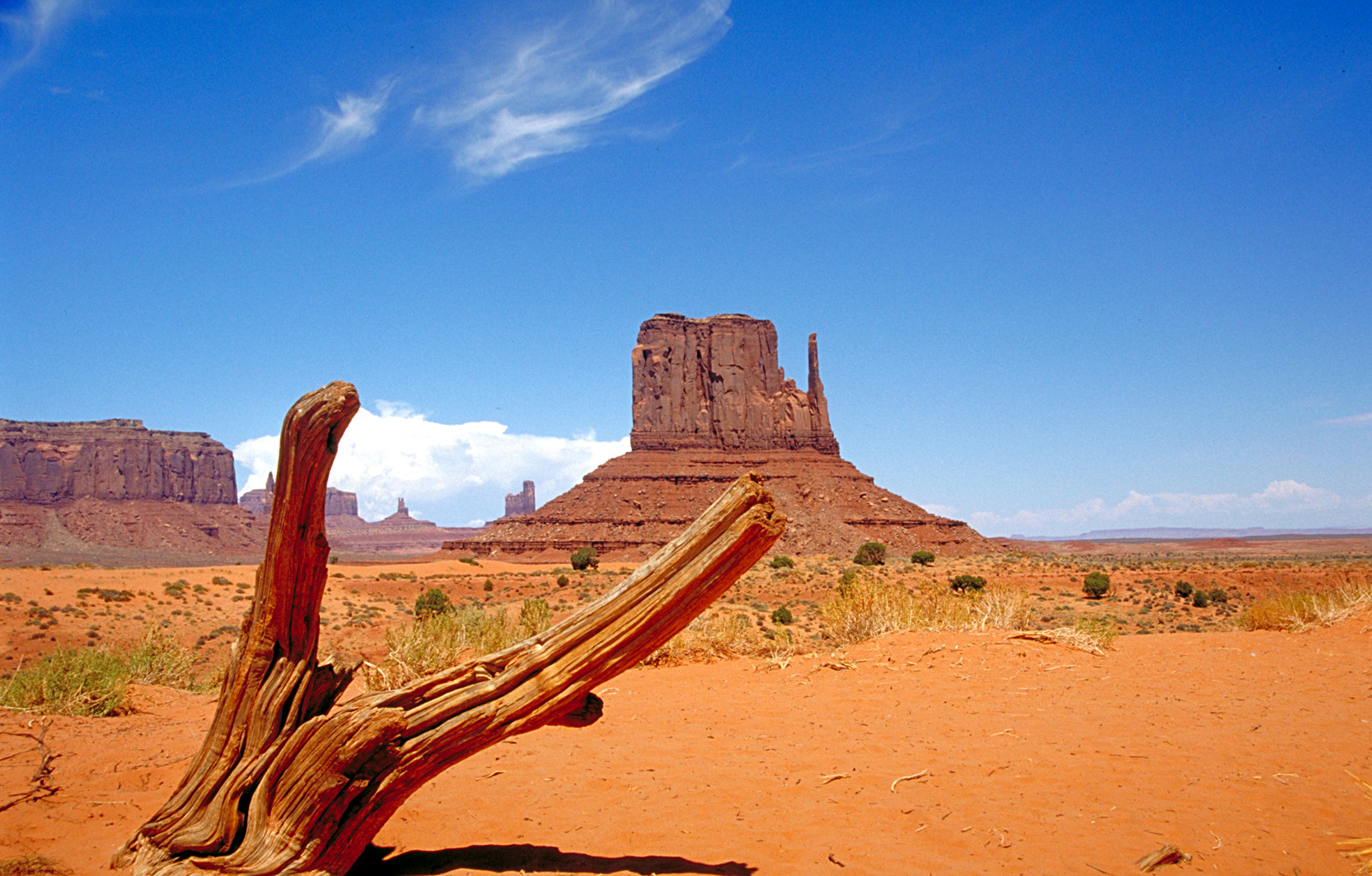
El Monument Valley desde lo más bajo de la depresión.
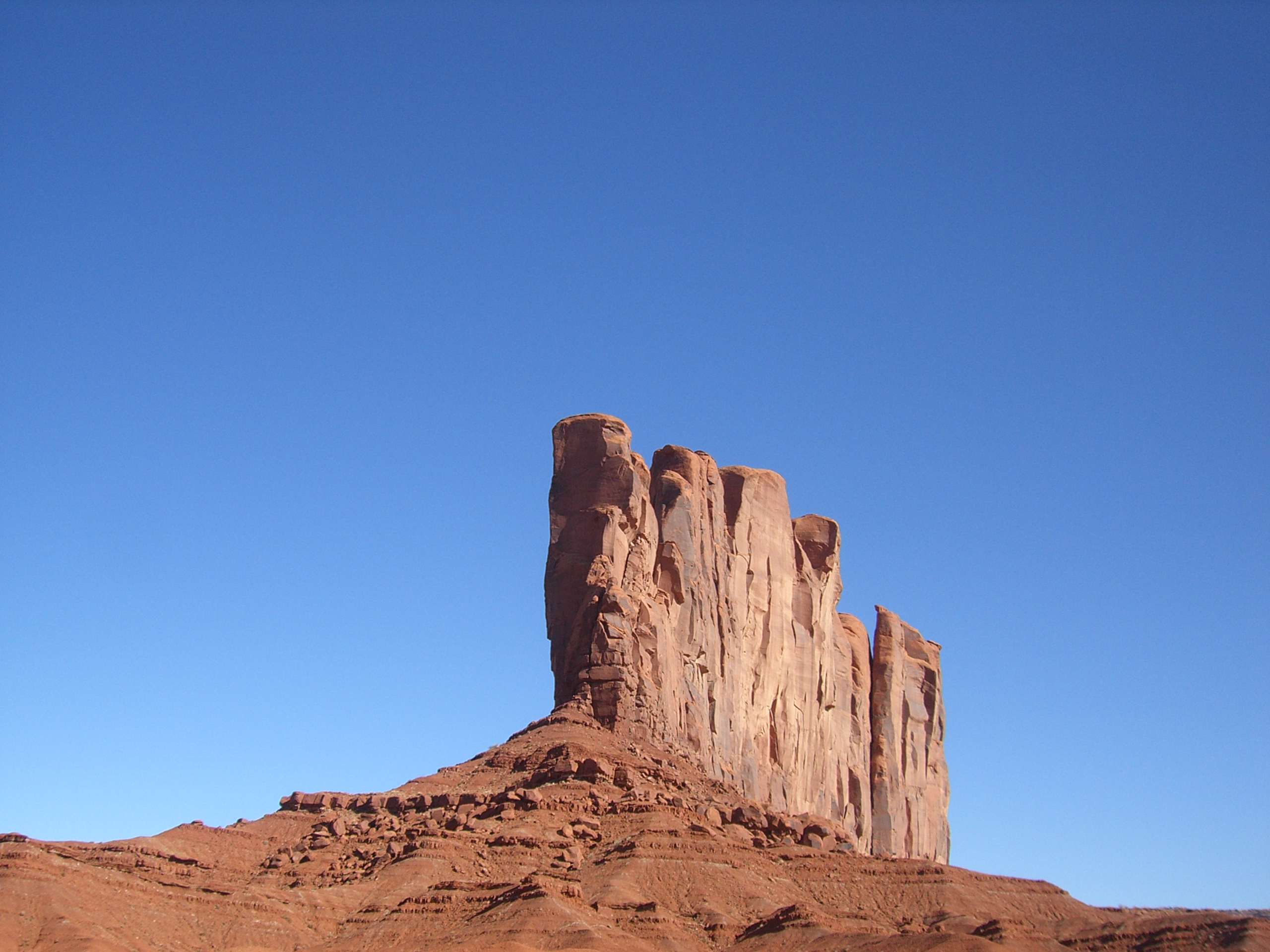
Roca del Camello.
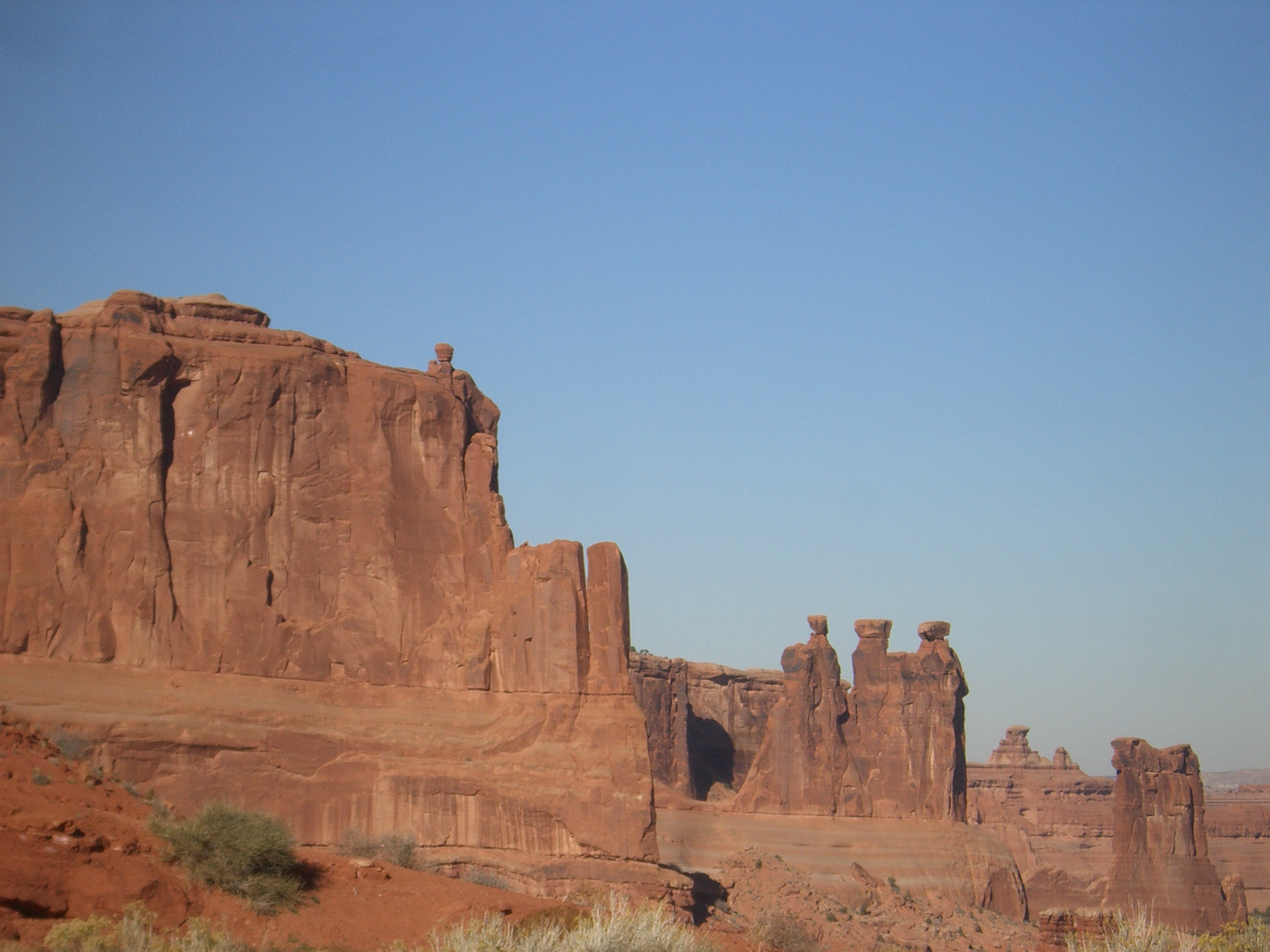
Las Tres Monjas.
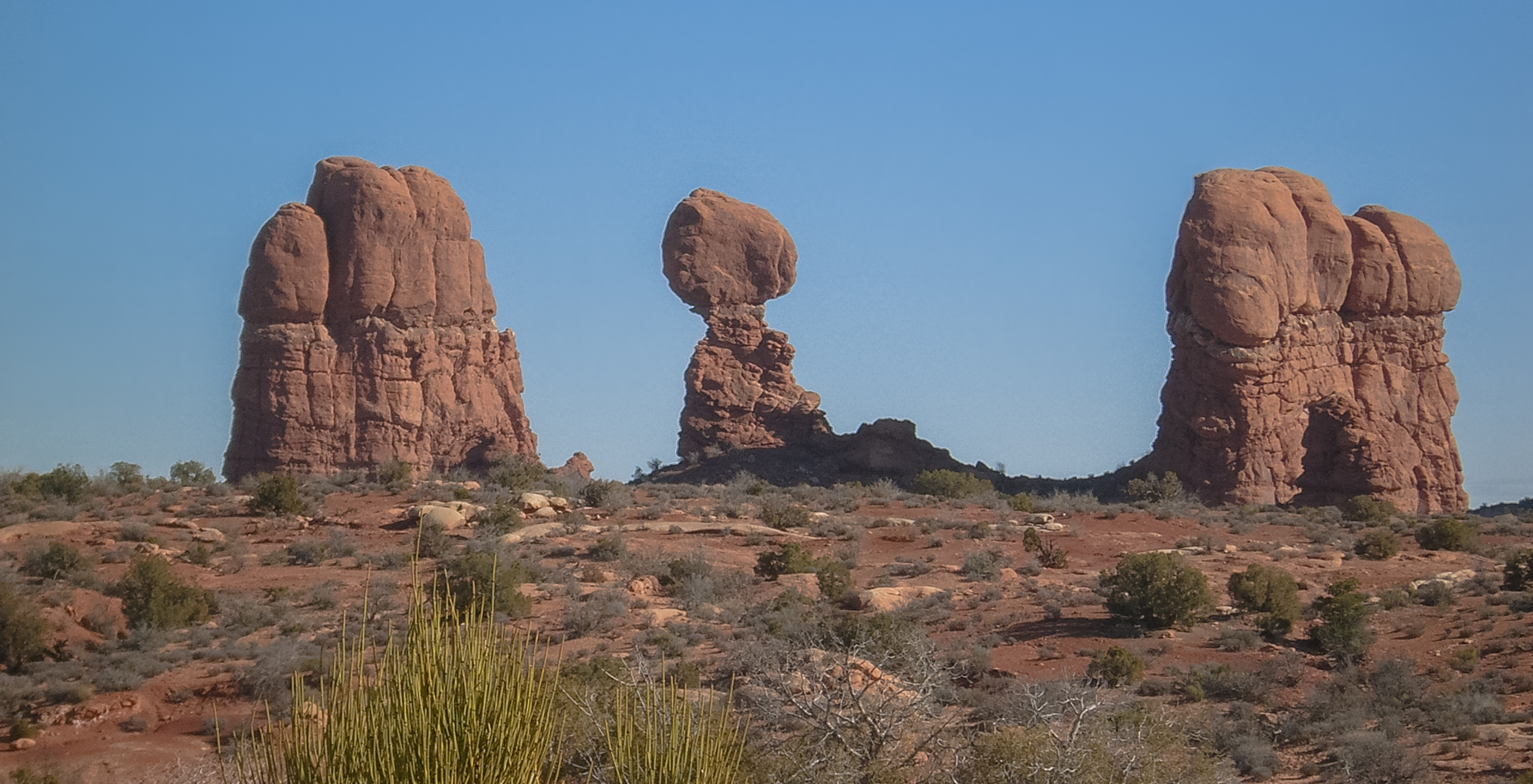
Roca equilibrada.
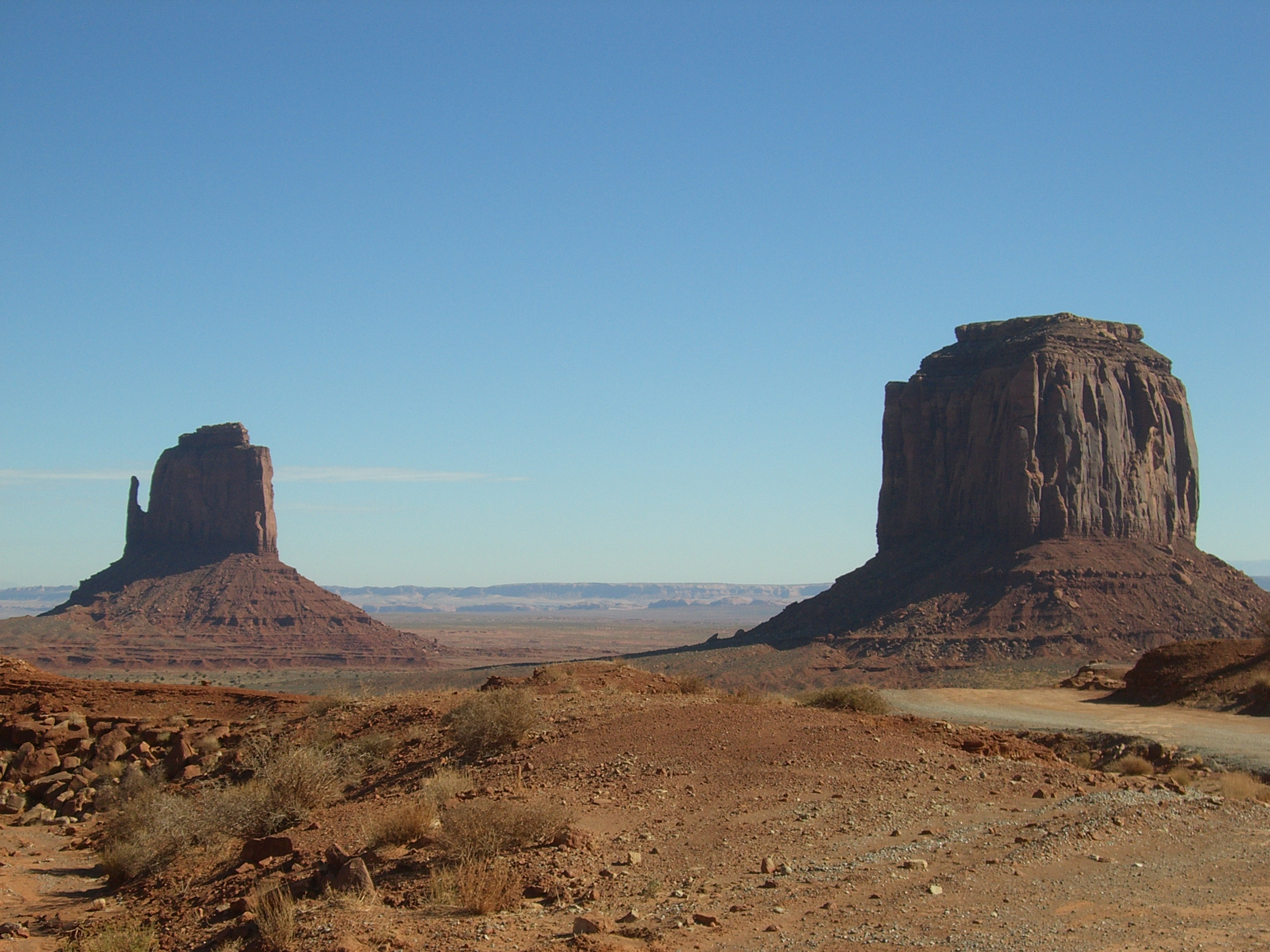
Vista de dos de las mesas.
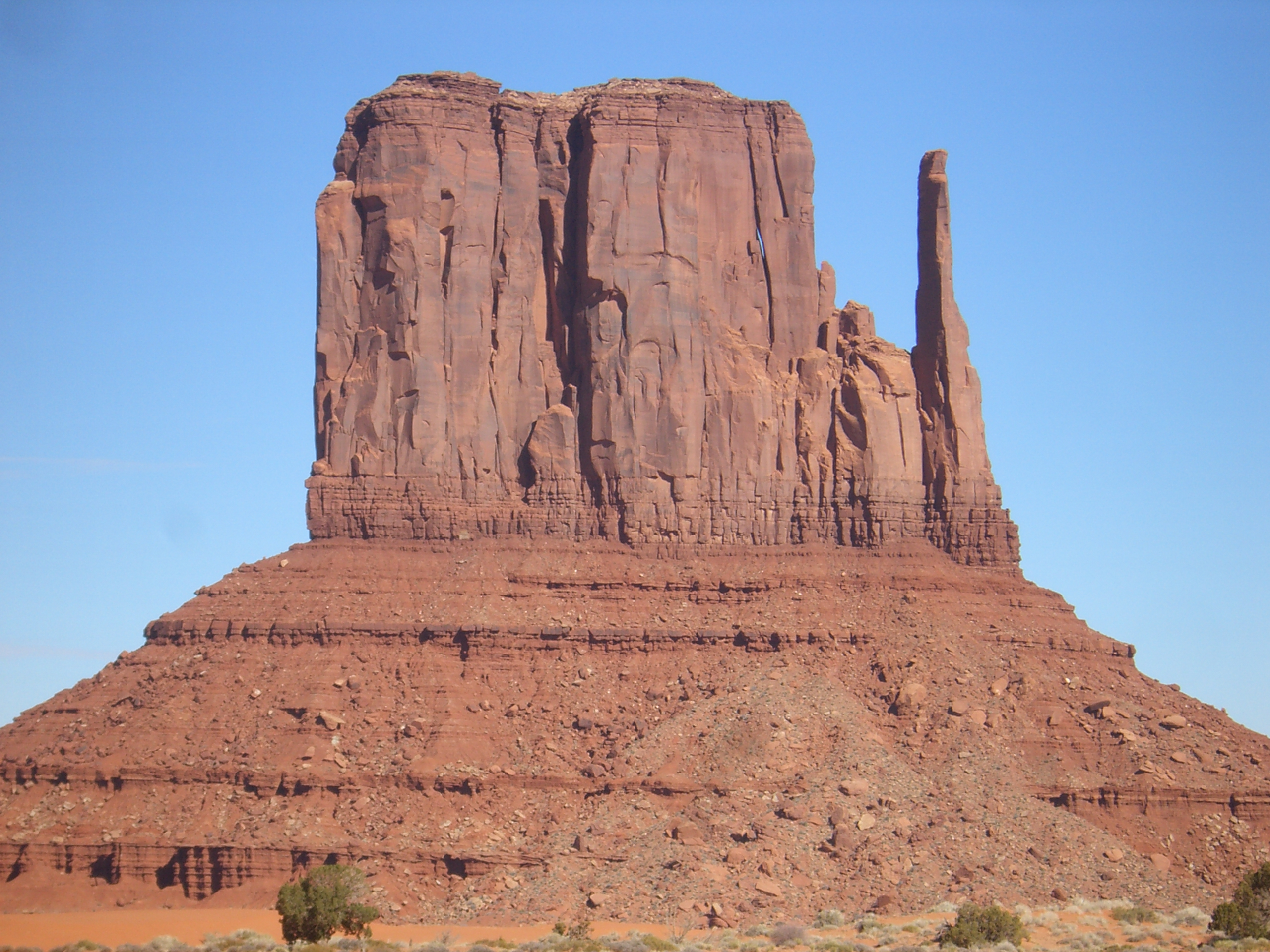
Detalle.
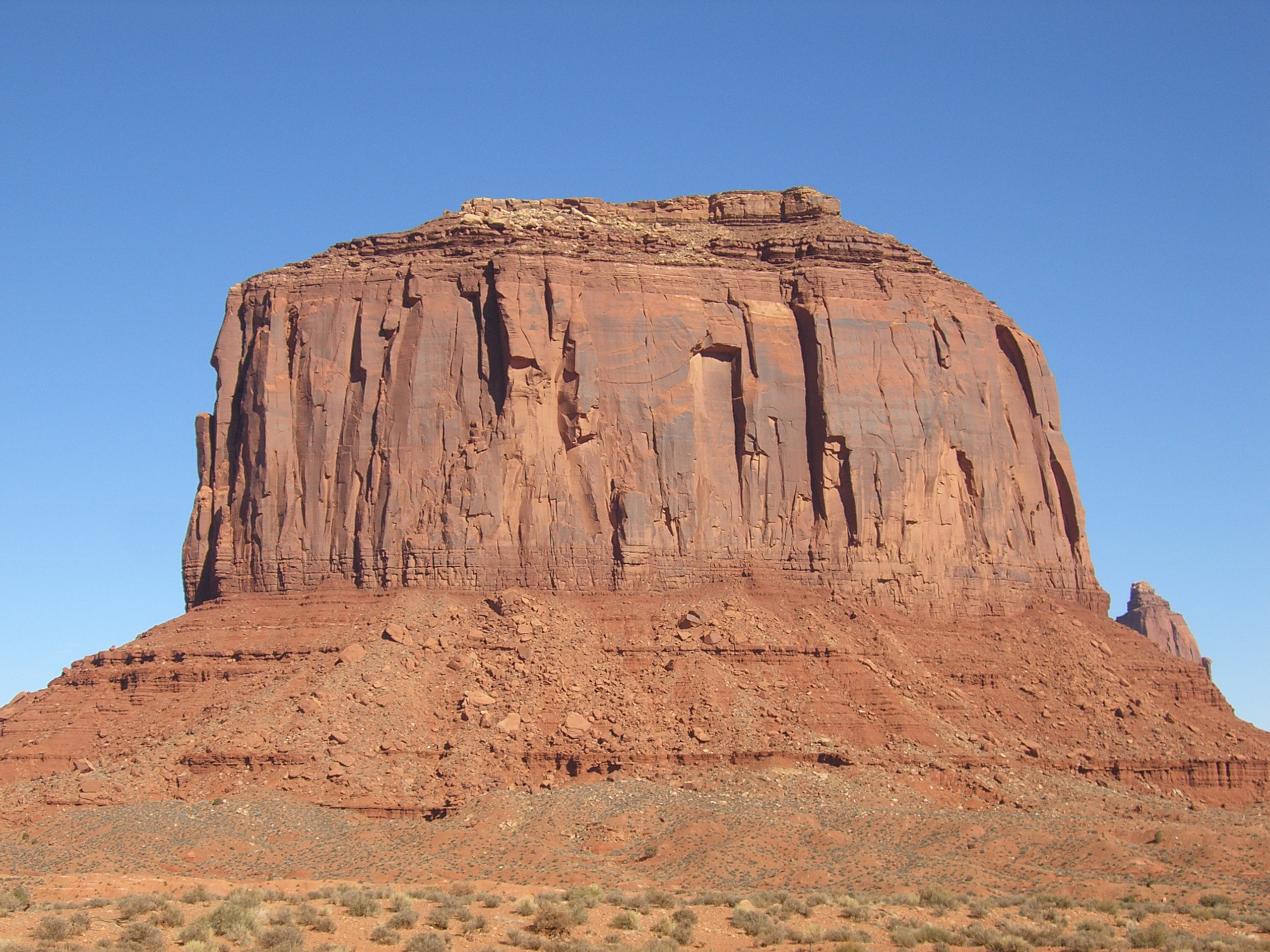
Detalle.